# Список астероїдів (79201—79300)
| Назва                     | Тимчасове позначення | Дата відкриття    | Місце відкриття                    | Відкривач                          |
| ------------------------- | -------------------- | ----------------- | ---------------------------------- | ---------------------------------- |
| (79201) 1993 UY4          | 1993 UY4             | 20 жовтня 1993    | Обсерваторія Ла-Сілья              | Ерік Вальтер Ельст                 |
| (79202) 1993 UV5          | 1993 UV5             | 20 жовтня 1993    | Обсерваторія Ла-Сілья              | Ерік Вальтер Ельст                 |
| (79203) 1993 UC6          | 1993 UC6             | 20 жовтня 1993    | Обсерваторія Ла-Сілья              | Ерік Вальтер Ельст                 |
| (79204) 1993 UH7          | 1993 UH7             | 20 жовтня 1993    | Обсерваторія Ла-Сілья              | Ерік Вальтер Ельст                 |
| (79205) 1993 UN8          | 1993 UN8             | 20 жовтня 1993    | Обсерваторія Ла-Сілья              | Ерік Вальтер Ельст                 |
| (79206) 1993 VX1          | 1993 VX1             | 11 листопада 1993 | Обсерваторія Кушіро                | Сейджі Уеда, Хіроші Канеда         |
| (79207) 1994 AW9          | 1994 AW9             | 8 січня 1994      | Обсерваторія Кітт-Пік              | Spacewatch                         |
| (79208) 1994 AF12         | 1994 AF12            | 11 січня 1994     | Обсерваторія Кітт-Пік              | Spacewatch                         |
| (79209) 1994 AT12         | 1994 AT12            | 11 січня 1994     | Обсерваторія Кітт-Пік              | Spacewatch                         |
| (79210) 1994 CX17         | 1994 CX17            | 8 лютого 1994     | Обсерваторія Ла-Сілья              | Ерік Вальтер Ельст                 |
| (79211) 1994 CB18         | 1994 CB18            | 8 лютого 1994     | Обсерваторія Ла-Сілья              | Ерік Вальтер Ельст                 |
| (79212) 1994 ET           | 1994 ET              | 6 березня 1994    | Обсерваторія Пістоїєзе             | Лучано Тезі, Ґабріеле Каттані      |
| (79213) 1994 EX           | 1994 EX              | 8 березня 1994    | Обсерваторія Санта-Лючія Стронконе | Антоніо Ваньоцці                   |
| (79214) 1994 GS6          | 1994 GS6             | 11 квітня 1994    | Обсерваторія Кітт-Пік              | Spacewatch                         |
| (79215) 1994 HU           | 1994 HU              | 16 квітня 1994    | Обсерваторія Кітт-Пік              | Spacewatch                         |
| (79216) 1994 JH3          | 1994 JH3             | 3 травня 1994     | Обсерваторія Кітт-Пік              | Spacewatch                         |
| (79217) 1994 JR4          | 1994 JR4             | 3 травня 1994     | Обсерваторія Кітт-Пік              | Spacewatch                         |
| (79218) 1994 JU7          | 1994 JU7             | 8 травня 1994     | Обсерваторія Кітт-Пік              | Spacewatch                         |
| (79219) 1994 LN           | 1994 LN              | 5 червня 1994     | Обсерваторія Кітт-Пік              | Spacewatch                         |
| (79220) 1994 PO1          | 1994 PO1             | 12 серпня 1994    | Обсерваторія Сайдинг-Спрінг        | Роберт МакНот                      |
| (79221) 1994 PN7          | 1994 PN7             | 10 серпня 1994    | Обсерваторія Ла-Сілья              | Ерік Вальтер Ельст                 |
| (79222) 1994 PQ8          | 1994 PQ8             | 10 серпня 1994    | Обсерваторія Ла-Сілья              | Ерік Вальтер Ельст                 |
| (79223) 1994 PM12         | 1994 PM12            | 10 серпня 1994    | Обсерваторія Ла-Сілья              | Ерік Вальтер Ельст                 |
| (79224) 1994 PS12         | 1994 PS12            | 10 серпня 1994    | Обсерваторія Ла-Сілья              | Ерік Вальтер Ельст                 |
| (79225) 1994 PF16         | 1994 PF16            | 10 серпня 1994    | Обсерваторія Ла-Сілья              | Ерік Вальтер Ельст                 |
| (79226) 1994 PM16         | 1994 PM16            | 10 серпня 1994    | Обсерваторія Ла-Сілья              | Ерік Вальтер Ельст                 |
| (79227) 1994 PK17         | 1994 PK17            | 10 серпня 1994    | Обсерваторія Ла-Сілья              | Ерік Вальтер Ельст                 |
| (79228) 1994 PP17         | 1994 PP17            | 10 серпня 1994    | Обсерваторія Ла-Сілья              | Ерік Вальтер Ельст                 |
| (79229) 1994 PE20         | 1994 PE20            | 12 серпня 1994    | Обсерваторія Ла-Сілья              | Ерік Вальтер Ельст                 |
| (79230) 1994 PP21         | 1994 PP21            | 12 серпня 1994    | Обсерваторія Ла-Сілья              | Ерік Вальтер Ельст                 |
| (79231) 1994 PO22         | 1994 PO22            | 12 серпня 1994    | Обсерваторія Ла-Сілья              | Ерік Вальтер Ельст                 |
| (79232) 1994 PH25         | 1994 PH25            | 12 серпня 1994    | Обсерваторія Ла-Сілья              | Ерік Вальтер Ельст                 |
| (79233) 1994 PK25         | 1994 PK25            | 12 серпня 1994    | Обсерваторія Ла-Сілья              | Ерік Вальтер Ельст                 |
| (79234) 1994 PC26         | 1994 PC26            | 12 серпня 1994    | Обсерваторія Ла-Сілья              | Ерік Вальтер Ельст                 |
| (79235) 1994 PQ28         | 1994 PQ28            | 12 серпня 1994    | Обсерваторія Ла-Сілья              | Ерік Вальтер Ельст                 |
| (79236) 1994 PB31         | 1994 PB31            | 12 серпня 1994    | Обсерваторія Ла-Сілья              | Ерік Вальтер Ельст                 |
| (79237) 1994 PC31         | 1994 PC31            | 12 серпня 1994    | Обсерваторія Ла-Сілья              | Ерік Вальтер Ельст                 |
| (79238) 1994 PM36         | 1994 PM36            | 10 серпня 1994    | Обсерваторія Ла-Сілья              | Ерік Вальтер Ельст                 |
| (79239) 1994 PY37         | 1994 PY37            | 10 серпня 1994    | Обсерваторія Ла-Сілья              | Ерік Вальтер Ельст                 |
| (79240) 1994 QD           | 1994 QD              | 26 серпня 1994    | Фарра-д'Ізонцо                     | Фарра-д'Ізонцо                     |
| (79241) 1994 QE           | 1994 QE              | 26 серпня 1994    | Фарра-д'Ізонцо                     | Фарра-д'Ізонцо                     |
| (79242) 1994 RE           | 1994 RE              | 3 вересня 1994    | Обсерваторія Санта-Лючія Стронконе | Обсерваторія Санта-Лючія Стронконе |
| (79243) 1994 RA1          | 1994 RA1             | 9 вересня 1994    | Обсерваторія Клеть                 | Обсерваторія Клеть                 |
| (79244) 1994 RT1          | 1994 RT1             | 1 вересня 1994    | Паломарська обсерваторія           | Е. Гелін                           |
| (79245) 1994 RL23         | 1994 RL23            | 5 вересня 1994    | Обсерваторія Ла-Сілья              | Ерік Вальтер Ельст                 |
| (79246) 1994 SC6          | 1994 SC6             | 28 вересня 1994   | Обсерваторія Кітт-Пік              | Spacewatch                         |
| (79247) 1994 SL7          | 1994 SL7             | 28 вересня 1994   | Обсерваторія Кітт-Пік              | Spacewatch                         |
| (79248) 1994 TJ           | 1994 TJ              | 6 жовтня 1994     | Фарра-д'Ізонцо                     | Фарра-д'Ізонцо                     |
| (79249) 1994 TL           | 1994 TL              | 2 жовтня 1994     | Обсерваторія Кітамі                | Кін Ендате, Кадзуро Ватанабе       |
| (79250) 1994 TD5          | 1994 TD5             | 2 жовтня 1994     | Обсерваторія Кітт-Пік              | Spacewatch                         |
| (79251) 1994 TW8          | 1994 TW8             | 8 жовтня 1994     | Обсерваторія Кітт-Пік              | Spacewatch                         |
| (79252) 1994 TR11         | 1994 TR11            | 10 жовтня 1994    | Обсерваторія Кітт-Пік              | Spacewatch                         |
| (79253) 1994 UQ7          | 1994 UQ7             | 28 жовтня 1994    | Обсерваторія Кітт-Пік              | Spacewatch                         |
| 79254 Цуда (Tsuda)        | 1994 YJ              | 23 грудня 1994    | Обсерваторія Кума Коґен            | Акімаса Накамура                   |
| (79255) 1994 YY3          | 1994 YY3             | 31 грудня 1994    | Обсерваторія Кітт-Пік              | Spacewatch                         |
| (79256) 1995 BO10         | 1995 BO10            | 29 січня 1995     | Обсерваторія Кітт-Пік              | Spacewatch                         |
| (79257) 1995 CS6          | 1995 CS6             | 1 лютого 1995     | Обсерваторія Кітт-Пік              | Spacewatch                         |
| (79258) 1995 DP1          | 1995 DP1             | 22 лютого 1995    | Обсерваторія Оїдзумі               | Такао Кобаяші                      |
| (79259) 1995 DR9          | 1995 DR9             | 25 лютого 1995    | Обсерваторія Кітт-Пік              | Spacewatch                         |
| (79260) 1995 EN3          | 1995 EN3             | 2 березня 1995    | Обсерваторія Кітт-Пік              | Spacewatch                         |
| (79261) 1995 FE15         | 1995 FE15            | 27 березня 1995   | Обсерваторія Кітт-Пік              | Spacewatch                         |
| (79262) 1995 FU19         | 1995 FU19            | 31 березня 1995   | Обсерваторія Кітт-Пік              | Spacewatch                         |
| (79263) 1995 HK5          | 1995 HK5             | 29 квітня 1995    | Обсерваторія Кітт-Пік              | Spacewatch                         |
| (79264) 1995 MC4          | 1995 MC4             | 29 червня 1995    | Обсерваторія Кітт-Пік              | Spacewatch                         |
| (79265) 1995 OV2          | 1995 OV2             | 22 липня 1995     | Обсерваторія Кітт-Пік              | Spacewatch                         |
| (79266) 1995 OV3          | 1995 OV3             | 22 липня 1995     | Обсерваторія Кітт-Пік              | Spacewatch                         |
| (79267) 1995 OE6          | 1995 OE6             | 22 липня 1995     | Обсерваторія Кітт-Пік              | Spacewatch                         |
| (79268) 1995 OW13         | 1995 OW13            | 23 липня 1995     | Обсерваторія Кітт-Пік              | Spacewatch                         |
| (79269) 1995 QG1          | 1995 QG1             | 19 серпня 1995    | Станція Сінлун                     | SCAP                               |
| (79270) 1995 QK8          | 1995 QK8             | 27 серпня 1995    | Обсерваторія Кітт-Пік              | Spacewatch                         |
| 79271 Белладжо (Bellagio) | 1995 SJ5             | 28 вересня 1995   | Сормано                            | В. Джуліані, Дж. Вентре            |
| (79272) 1995 SN6          | 1995 SN6             | 17 вересня 1995   | Обсерваторія Кітт-Пік              | Spacewatch                         |
| (79273) 1995 SQ11         | 1995 SQ11            | 18 вересня 1995   | Обсерваторія Кітт-Пік              | Spacewatch                         |
| (79274) 1995 SG16         | 1995 SG16            | 18 вересня 1995   | Обсерваторія Кітт-Пік              | Spacewatch                         |
| (79275) 1995 SB21         | 1995 SB21            | 19 вересня 1995   | Обсерваторія Кітт-Пік              | Spacewatch                         |
| (79276) 1995 SM22         | 1995 SM22            | 19 вересня 1995   | Обсерваторія Кітт-Пік              | Spacewatch                         |
| (79277) 1995 SB25         | 1995 SB25            | 19 вересня 1995   | Обсерваторія Кітт-Пік              | Spacewatch                         |
| (79278) 1995 SA28         | 1995 SA28            | 20 вересня 1995   | Обсерваторія Кітт-Пік              | Spacewatch                         |
| (79279) 1995 SQ28         | 1995 SQ28            | 20 вересня 1995   | Обсерваторія Кітт-Пік              | Spacewatch                         |
| (79280) 1995 SE32         | 1995 SE32            | 21 вересня 1995   | Обсерваторія Кітт-Пік              | Spacewatch                         |
| (79281) 1995 SN32         | 1995 SN32            | 21 вересня 1995   | Обсерваторія Кітт-Пік              | Spacewatch                         |
| (79282) 1995 SU32         | 1995 SU32            | 21 вересня 1995   | Обсерваторія Кітт-Пік              | Spacewatch                         |
| (79283) 1995 SN42         | 1995 SN42            | 25 вересня 1995   | Обсерваторія Кітт-Пік              | Spacewatch                         |
| (79284) 1995 SJ43         | 1995 SJ43            | 25 вересня 1995   | Обсерваторія Кітт-Пік              | Spacewatch                         |
| (79285) 1995 SP53         | 1995 SP53            | 28 вересня 1995   | Станція Сінлун                     | SCAP                               |
| (79286) 1995 SQ53         | 1995 SQ53            | 28 вересня 1995   | Станція Сінлун                     | SCAP                               |
| (79287) 1995 SQ58         | 1995 SQ58            | 23 вересня 1995   | Обсерваторія Кітт-Пік              | Spacewatch                         |
| (79288) 1995 SY71         | 1995 SY71            | 19 вересня 1995   | Обсерваторія Кітт-Пік              | Spacewatch                         |
| (79289) 1995 TY6          | 1995 TY6             | 15 жовтня 1995    | Обсерваторія Кітт-Пік              | Spacewatch                         |
| (79290) 1995 TE11         | 1995 TE11            | 15 жовтня 1995    | Обсерваторія Кітт-Пік              | Spacewatch                         |
| (79291) 1995 UG6          | 1995 UG6             | 27 жовтня 1995    | Обсерваторія Оїдзумі               | Такао Кобаяші                      |
| (79292) 1995 UH11         | 1995 UH11            | 17 жовтня 1995    | Обсерваторія Кітт-Пік              | Spacewatch                         |
| (79293) 1995 UM25         | 1995 UM25            | 20 жовтня 1995    | Обсерваторія Кітт-Пік              | Spacewatch                         |
| (79294) 1995 UR42         | 1995 UR42            | 24 жовтня 1995    | Обсерваторія Кітт-Пік              | Spacewatch                         |
| (79295) 1995 UT42         | 1995 UT42            | 24 жовтня 1995    | Обсерваторія Кітт-Пік              | Spacewatch                         |
| (79296) 1995 VE6          | 1995 VE6             | 14 листопада 1995 | Обсерваторія Кітт-Пік              | Spacewatch                         |
| (79297) 1995 VK8          | 1995 VK8             | 14 листопада 1995 | Обсерваторія Кітт-Пік              | Spacewatch                         |
| (79298) 1995 VO13         | 1995 VO13            | 15 листопада 1995 | Обсерваторія Кітт-Пік              | Spacewatch                         |
| (79299) 1995 WS2          | 1995 WS2             | 16 листопада 1995 | Обсерваторія Кушіро                | Сейджі Уеда, Хіроші Канеда         |
| (79300) 1995 WP10         | 1995 WP10            | 16 листопада 1995 | Обсерваторія Кітт-Пік              | Spacewatch                         |